# Drnik
Drnik je manjši potok, ki izvira severno od naselja Krško in se pridruži potoku Potočnica, ta pa se kot levi pritok izliva v reko Savo. 